# Флаг Нежина
Флаг Нежина (укр. Прапор Ніжина) — один из символов города Нежин Черниговской области Украины, отражающий его исторические, культурные, духовные и другие особенности и традиции. Флаг утвержден решением VIII сессии городского совета от 29 января 2003 года.

## Описание
Флаг представляет собой прямоугольное полотнище (соотношение 2:3) с тремя полосами: синей, с изображением белого Святого Георгия (2/5 ширины флага), жёлтой (1/5 ширины флага), малиновой (2/5 ширины флага).

## Цвета
Полотнище флага выполнено с использованием двух геральдических цветов и цветов двух (благородных) металлов.
- белый (серебро), символ чистоты, добра, невинности (скромности). В палитре флага он отражает безоблачное, мирное небо, чистоту помыслов обитателей края;
- желтый (золотой), символ богатства, справедливости, великодушия;
- синий, символ красоты, мягкости, величия;
- малиновый, символ умеренности, щедрости, благородства[2].

## История
Флаг сделан с использованием традиций вексиллологии середины XVII века.